# Trasproletariat
Trasproletariat (tyska: Lumpenproletariat) är en framförallt marxistisk term, som syftar på proletärer som ställts utanför produktionsprocessen, och som alltså inte är en del av det stora, arbetande proletariatet, utan huvudsakligen försörjer sig genom verksamheter som saknar social sanktionering såsom stöld, tiggeri, prostitution, spel, strejkbryteri etc.
Karl Marx betecknade trasproletariatet som "samhällsklassernas avskräde". I Marx och Engels Det kommunistiska partiets manifest kallas trasproletariatet en "farlig klass", eftersom den mot betalning lätt kan övertalas att kämpa för reaktionära syften. Anarkisten Michail Bakunin såg istället i dem en avsevärd och icke föraktlig revolutionär potential.